# Debbie (zangeres)
Debbie, pseudoniem van Ria Schildmeyer (Haarlem, 20 juli 1954) is een Nederlandse zangeres.

## Carrière
Debbie debuteerde in 1967 als zangeres in de groep Ghizlane. Haar eerste single Flower Power Rock werd uitgebracht op het platenlabel Carpenter van Gert Timmerman. In 1972 startte Debbie een solocarrière en scoorde ze enkele hits waaronder "Everybody join hands", "Angelino" en "I Love You More And More". 
Platenmaatschappij Ariola had grootste internationale plannen met Debbie. Ze zong bijvoorbeeld composities van Giorgio Moroder en haar album Debbie (1972) werd niet in Nederland, maar in de Londense Olympic Sound Studios opgenomen onder productie van Roger Watson. Verder liet liet EMI haar single I'll be your lady door de Amerikaanse producer Al Capps produceren, toen hij in 1975 voor The Cats in Nederland was.
In 1975 deed Debbie mee aan het Nationaal Songfestival en zong daar onder meer het nummer "Dinge-Dong". Haar versie eindigde op de derde plaats, achter die van Albert West en Teach-In.
In 1977 kwam ze in contact met Dries Holten van het duo Sandra & Andres. Hij schreef samen met Marshal Manengkei een aantal nummers voor haar waaronder Angelino. In Duitsland verscheen in 1977 Geh vorbei op single. Ze had in 1978 een klein hitje met Save the last dance for me. In 1981 won Debbie de eerste prijs bij het grote Internationaal songfestival Gouden Orpheus in Bulgarije. 
In de periode van 1981-1983 werkte ze samen met Oscar Harris. In 1984 stond Debbie op nummer 33 in de Nationale Hitparade met Souvenirs del Sol. Dat jaar verscheen ook een nieuwe versie van Everybody join hands. De plaat haalde de onderste regionen van de hitlijsten. In augustus 1988 werd haar laatste single Lazy days uitgebracht met Dries Holten als gastmuzikant. Die plaat kwam niet verder dan nummer 46. 
Van Debbie vers
chenen drie LP's:  'Everybody Join Hands' (1972), 'It Takes Two' (1982 met Oscar Harris) en 'Everybody loves somebody' (1983).

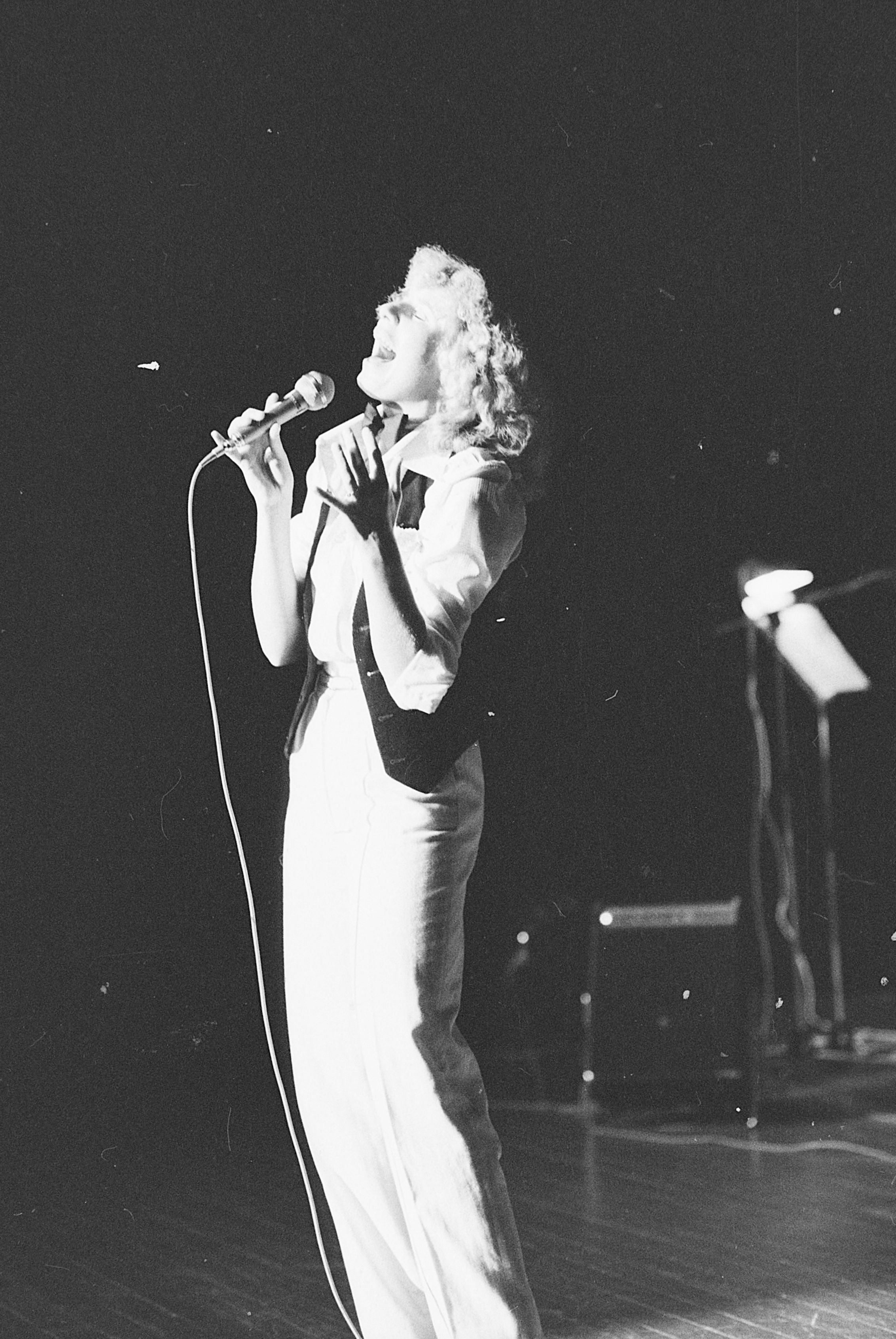
Debby in 1978

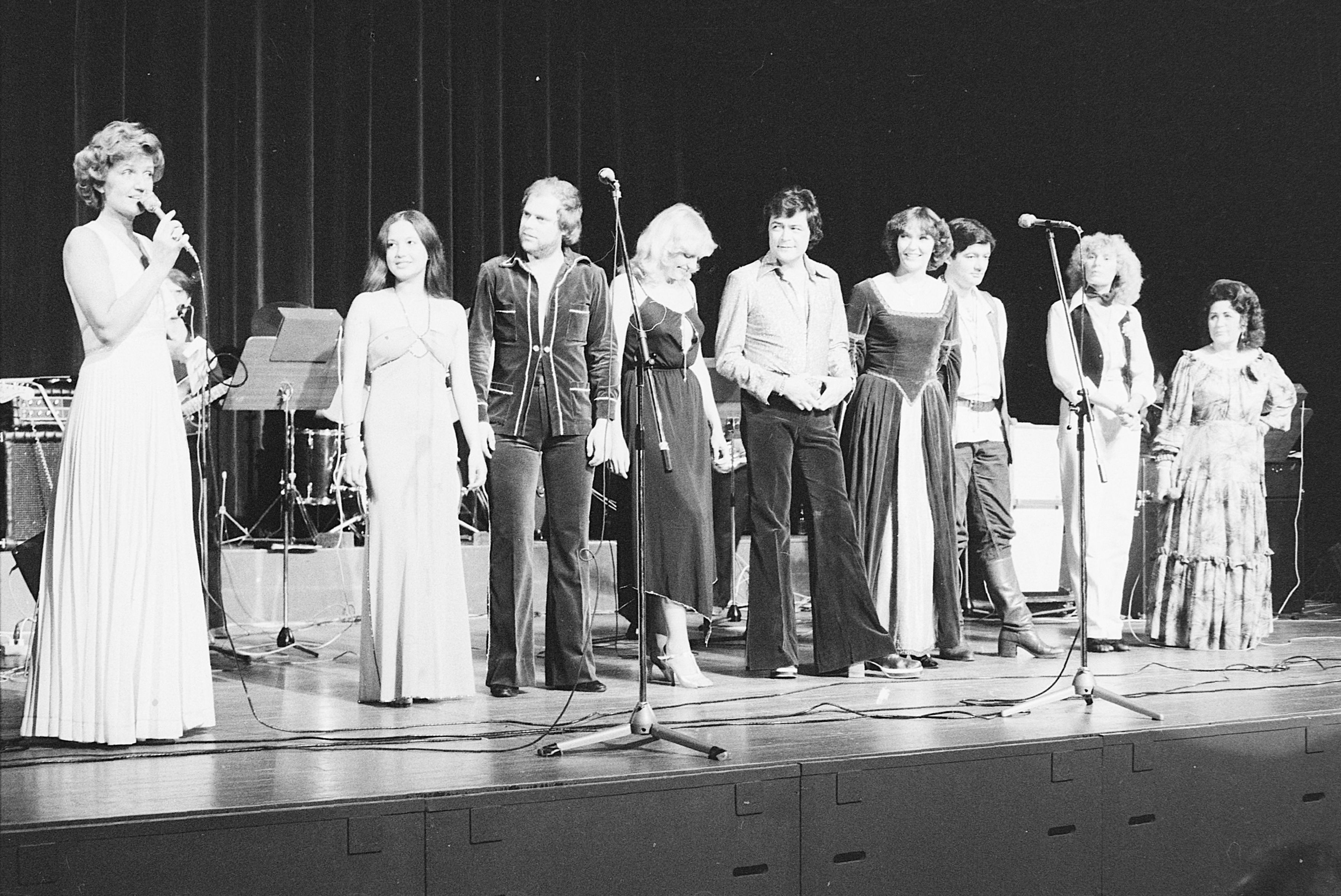
Oranjegala (1978) met v.l.n.r. Mieke Telkamp, Oscar Benton tussen Barbara en Eefje, Jack Jersey, Olivia en David (Hutchinson en Brown), Debbie, de Zangeres Zonder Naam en het J & R Showorkest in de Stadsschouwburg Haarlem